# Lakásbiztosítás
A lakásbiztosítás olyan vagyonbiztosítás, melynek keretében a biztosító díj fizetése ellenében az adott szerződésben szereplő ingatlanban, illetve az ott található vagyontárgyakban a jövőben véletlenszerűen bekövetkező károk helyreállítása céljából térítést fizet.
A lakásbiztosítások a biztosító és a szerződő között jönnek létre. A szerződő és a biztosított legtöbbször ugyanaz a személy, de lehetőség van arra is, hogy a szerződő más vagyonára kössön lakásbiztosítást. További szereplője lehet a lakásbiztosításoknak az engedményes, akire a biztosított átruházhatja a térítést. Erre példa a legtöbb hitellel finanszírozott lakás esetén a hitelt nyújtó pénzintézet.

## A lakásbiztosítások fajtái
Fedezet köre szerint:
- Per risk biztosítás: A lakásbiztosítások zöme ebbe a kategóriába tartozik. Egy ilyen biztosítás kizárólag azon károkra nyújt biztosítási fedezetet, amelyek a szerződési feltételek között tételesen szerepelnek.
- All risk biztosítás: Ebben az esetben a lakásbiztosítás minden olyan kárra fedezetet nyújt, amelyet a szerződés tételesen nem zár ki.

Időtartama szerint a lakásbiztosítás köthető határozott vagy határozatlan időtartamra egyaránt. Határozatlan időtartam esetén a biztosítási időszak általában egy év, amely a következő biztosítási évfordulóig tart. A biztosítási szerződés ilyen esetben évfordulóról évfordulóra automatikusan meghosszabbodik, kivéve, ha a szerződő azt felmondással nem szünteti meg. A felmondást a biztosítási évforduló előtt legalább harminc nappal kell a biztosítóval közölni. A biztosító szintén élhet az egyoldalú felmondás lehetőségével a fenti feltételeknek megfelelően. A szerződés közös megegyezéssel bármely más, tetszőleges időpontban megszüntethető.

## Fedezetbe vont vagyoncsoportok
A lakásbiztosítások fedezete az alábbi vagyoncsoportokra terjed ki:
- Épület (esetében az újjáépítés költsége a biztosítási összeg meghatározásának alapja)
- Általános ingóságok (esetükben az újra beszerzés értékét veszik figyelembe)
- Kiemelt értékű ingóságok (ékszerek, műkincsek stb. – esetükben külön, egyedi biztosítást is kell kötni)

## A lakásbiztosítással fedezett kockázatok
Minden lakossági vagyonbiztosítás alapját képezik a tűz- és elemi károk kockázatai. Ide tartoznak többek között a (tűz, robbanás, villámcsapás, jégeső, árvíz, felhőszakadás stb.) Szintén az alapcsomagok része szokott lenni a csőtörés az üvegtörés és a betöréses károk köre is. 
Egyre gyakrabban előfordul, hogy a biztosítók különféle baleset- és felelősségbiztosítási elemeket is beépítenek a lakásbiztosítási termékeikbe. A piaci verseny hatására egyre nő a lakásbiztosítások komplexitása, a különféle asszisztencia elemek olyan sajátos szituációkra is fedezetet nyújtva, mint ebtartói felelősség, készpénzbiztosítás, családtagok jogvédelme, stb.

## Az alulbiztosítottság kockázata és az indexálás
Amennyiben a biztosított vagyontárgy értékét a szerződésben alacsonyabban állapítják meg a valóságosnál, a lakásbiztosítás a bekövetkező kárt csak ezen értékek arányában téríti meg.
Annak érdekében, hogy ez ne forduljon elő, a biztosító a biztosítási évforduló előtt a következő időszakra javaslatot tesz a vagyonbiztosítási összegek értékkövetésére. Ezt az általában az árszínvonal változásához kötött módosítást nevezik indexálásnak.

## Lakásbiztosítás albérlőként
Az albérlő lakásbiztosítás köthet mind az ingatlanra, mind a benne található ingóságokra. Ilyen esetekben célszerű egyeztetni a tulajdonossal, hogy van-e már lakásbiztosítás az ingatlanra, mert akkor az albérlőnek csak az ingóságokra érdemes lakásbiztosítást kötni. Ha nincs a lakáshoz vagy házhoz tartozó ingatlanbiztosítás, akkor viszont a lakásra és a benne található értékekre is érdemes biztosítást kötni. Az épületbiztosítás ilyen esetben a bérlő helyreállítási kötelezettségéig terjed.

## Lakásbiztosítás nyaralóra, hétvégi házra
A nem állandóan lakott épületek biztosításánál fontos, hogy azt a biztosító tudomására hozzuk, mivel a nem állandóan lakottság más betörés védelmi feltételek teljesülését kívánja meg a teljes körű kárrendezéshez. (Ha ugyanis nem megfelelő lakásbiztosítást köt valaki nyaralóra vagy hétvégi házra, akkor kárrendezés esetén a biztosító elutasíthatja kárigényét. )

## Lakásbiztosítás épülő, felújítás, átalakítás alatt álló ingatlanra
Az építés vagy felújítás alatt álló ingatlanokra történő lakásbiztosítás- kötés során fontos, hogy ezt a tényt külön kell jelölni. Lakásbiztosításunk ekkor egy, az építés, bővítés és felújítás alatt álló ingatlanokra vonatkozó záradékkal együtt lesz érvényes, amely szintén elengedhetetlen a teljes körű kárrendezéshez. 

## Kiegészítő biztosítások köre
- Felelősségbiztosítás: A lakásbiztosítások nem mindegyikéhez tartozik felelősségbiztosítás, amely a más tulajdonában, ingóságaiban tett kár rendezésére szolgál, csakúgy mint a gépjármű kötelező felelősségbiztosítás. Ha egy tűzeset következtében a környező épületek valamelyike sérül, akkor a lakásbiztosításhoz tartozó felelősségbiztosítás nyújt fedezetet.
- Üvegbiztosítás: A lakásbiztosítások többsége üvegbiztosítást csak meghatározott összeghatárig (limit) tartalmaz, az ezen felül keletkezett károk térítése csak kiegészítő üvegbiztosítás megléte mellett lehetséges.
- Betöréses lopás és rablás biztosítás: Sok lakásbiztosítás alapesetben nem vonatkozik a betöréses lopások és rablások miatt keletkező károkra, ezt kiegészítő biztosításként lehet igényelni a lakásbiztosítás mellé a teljes körű védelem érdekében.

## Minősített Fogyasztóbarát Otthonbiztosítás
A Minősített Fogyasztóbarát Otthonbiztosítás a lakásbiztosítások egy típusa. Ilyen szolgáltatást csak azok a biztosítók nyújthatnak, amelyek elnyerik ezt a minősítést a Magyar Nemzeti Banktól. A fogyasztóbarát otthonbiztosítás alapcsomag elemi károkat, illetve a háztartásokat általában érintő káreseményeket biztosít, emellett kiegészítő fedezetként más káresemények is biztosíthatók.
Az első Minősített Fogyasztóbarát Otthonbiztosítás 2020. március 4-én kapta meg a minősítést, azóta további 11 szolgáltató kapta meg a jogot arra, hogy ilyen szolgáltatást értékesítsen.  